# 黃鍾瑛
黃鍾瑛（1869年—1912年12月4日），原名良铿，又名鎏，字赞侯，福建省福州府闽县（今福州市区）人。清朝和中华民国初年海军将领。

## 生平
黃鍾瑛毕业于福建船政学堂驾驶班，在刘公岛北洋水师枪炮学堂实习，随后在“濟遠”艦上服役。1894年7月25日，黃鍾瑛在濟遠艦上参加了丰岛海战，不久之后又参加了黄海海战和1895年守卫威海卫的战斗。1899年起，黃鍾瑛先后在“飞鹰”、“福靖”上服役，1902年起又历任“海琛”、“海天”、“海籌”等军舰的船械、驾驶、帮带。1904年，黃鍾瑛升任“飞鹰”舰管带，1907年出任“镜清”舰管带兼海军部参谋，不久又任“海筹”舰管带。1911年武昌起义时随长江舰队进驻武汉江面抵御革命军，因海军倾向革命，时任清朝海军统制（最高指挥官）的萨镇冰称病离任赴上海，黃鍾瑛出任长江舰队临时司令，在林森等革命者的鼓动下，黃鍾瑛在九江宣布舰队起义，归附革命军，并参与组织了陆海军联合委员会协助革命军作战。停战协议时，海军各舰代表选举程璧光为总司令，黃鍾瑛为副总司令，但因前者滞留英国，由黃鍾瑛出任代总司令。1912年中华民国临时政府在南京成立后，黃鍾瑛經大总统孙中山任命为海军总长兼海军总司令，授大将军官阶。黃鍾瑛随即着手整顿海军。南北议和后，刘冠雄經北洋政府任命为海军总长，而黃鍾瑛续任海军总司令，但他提出辞职，并在1912年4月11日离职，同年12月4日在上海病逝。